# My Point of View
| Recensione | Giudizio |
| ---------- | -------- |
| AllMusic   | [ 3 ]    |

My Point of View è il secondo album discografico del pianista jazz statunitense Herbie Hancock, pubblicato dalla casa discografica Blue Note Records nel settembre del 1963.

## Tracce

### LP
Tutti i brani sono stati composti da Herbie Hancock.
Lato A
1. Blind Man, Blind Man – 8:19
2. A Tribute to Someone – 8:45

Lato B
1. King Cobra – 6:55
2. The Pleasure Is Mine – 4:03
3. And What If I Don't – 6:35

- Durata dei brani non riportati sull'album originale, quelli indicati nella tracklist dell'LP sono tratti dalla discografia del sito ufficiale del pianista[4]

### CD
Edizione CD del 1999, pubblicato dalla Blue Note Records (72435 21226 2 2)
Tutti i brani sono stati composti da Herbie Hancock.
1. Blind Man, Blind Man – 8:15
2. A Tribute to Someone – 8:40
3. King Cobra – 6:51
4. The Pleasure Is Mine – 8:00
5. And What If I Don't – 6:30
6. Blind Man, Blind Man – 8:21 – Traccia bonus - Alternate Take

## Formazione
- Herbie Hancock - piano
- Donald Byrd - tromba
- Grachan Moncur III - trombone
- Hank Mobley - sassofono tenore
- Grant Green - chitarra
- Chuck Israels - contrabbasso
- Tony Williams - batteria

Note aggiuntive
- Alfred Lion - produttore
- Registrazioni effettuate il 19 marzo 1963 al Van Gelder Studio di Englewood Cliffs, New Jersey (Stati Uniti)
- Rudy Van Gelder - ingegnere delle registrazioni
- Reid Miles - foto e design copertina album originale
- Ira Gitler - note retrocopertina album originale[5][6]